# Il Fiore (poemetto)
Il Fiore è un poemetto o corona di 232 sonetti, anonimo, da alcuni critici attribuito a Dante Alighieri. Si tratta di una riscrittura compendiosa del Roman de la Rose.

## Datazione e attribuzione
Il poemetto è contenuto esclusivamente in un manoscritto della biblioteca universitaria di Montpellier, ed è anepigrafo; il titolo, convenzionale, fu assegnato da Ferdinand Castets, il primo editore, nel 1881.
In assenza di una datazione precisa, la critica ha evinto, da alcuni riferimenti testuali, che Il Fiore risalga a un periodo compreso tra 1283  e 1287, in concomitanza col Detto d'Amore.
Parte dei critici danteschi, in accordo con quanto sostenuto da Gianfranco Contini, ritiene che l'opera vada attribuita al giovane Dante, il quale forse soggiornò in Francia intorno al 1286-1287. Ai versi 9 del sonetto 82 e 14 del sonetto 202, l'io si appella Ser Durante, interpretato come allusione alla forma completa del nome del poeta, di cui Dante costituirebbe l'ipocoristico.